# Kawałki
Kawałki – część wsi Rudno w Polsce położona w województwie lubelskim, w powiecie lubartowskim, w gminie Michów. Nie ma sołtysa, należy do sołectwa Rudno.
W latach 1975–1998 Kawałki administracyjnie należały do województwa lubelskiego.